# Ивантеевский район
Иванте́евский район — административно-территориальная единица (район) и муниципальное образование (муниципальный район) в Саратовской области России.
Административный центр — село Ивантеевка.

## География
Район расположен в северной части Левобережья на границе с Самарской областью. Центральную часть района занимают отроги Каменного Сырта. В южной части территорию района пересекает река Большой Иргиз. В районе находится верховье реки Малый Иргиз.
Протяжённость автодорог общего пользования с твёрдым покрытием — 204,6 км.

## История
Район образован 23 июля 1928 года в составе Пугачёвского округа Нижне-Волжского края. В его состав вошла территория бывшей Ивантеевской волости Пугачёвского уезда Самарской губернии.
1 февраля 1963 года, после реформ по укрупнению, район был упразднён в пользу Пугачёвского района, однако уже 30 декабря 1966 года был восстановлен.

## Население
| 1989    | 2002    | 2009    | 2010    | 2011    | 2012    | 2013    |
| ------- | ------- | ------- | ------- | ------- | ------- | ------- |
| 16 078  | ↗16 151 | ↘15 628 | ↘15 186 | ↘15 134 | ↘14 878 | ↘14 686 |
| 2014    | 2015    | 2016    | 2017    | 2018    | 2019    | 2020    |
| ↘14 402 | ↘14 201 | ↘13 975 | ↘13 813 | ↘13 724 | ↘13 495 | ↘13 227 |
| 2021    |         |         |         |         |         |         |
| ↘12 814 |         |         |         |         |         |         |

## Муниципально-территориальное устройство
В Ивантеевский муниципальный район входят 9 муниципальных образований со статусом сельского поселения:
| № | Муниципальное образование | Административный центр | Количество населённых пунктов | Население | Площадь, км2 |
| - | ------------------------- | ---------------------- | ----------------------------- | --------- | ------------ |
| 1 | Бартеневское              | село Бартеневка        | 4                             | ↘1043     | 320,67       |
| 2 | Знаменское                | посёлок Знаменский     | 3                             | ↘1526     | 219,02       |
| 3 | Ивановское                | село Ивановка          | 3                             | ↘786      | 270,24       |
| 4 | Ивантеевское              | село Ивантеевка        | 2                             | ↘5329     | 229,64       |
| 5 | Канаёвское                | село Канаёвка          | 4                             | ↘1282     | 295,88       |
| 6 | Николаевское              | село Николаевка        | 1                             | ↘548      | 118,93       |
| 7 | Раевское                  | село Раевка            | 3                             | ↘1003     | 166,45       |
| 8 | Чернавское                | село Чернава           | 3                             | ↘713      | 260,61       |
| 9 | Яблоново-Гайское          | село Яблоновый Гай     | 2                             | ↘584      | 166,35       |

В рамках организации местного самоуправления в 2005 году в новообразованном муниципальном районе были созданы 9 сельских поселений.

## Населённые пункты
В Ивантеевском районе 25 населённых пунктов.
| №  | Населённый пункт | Тип                     | Население | Муниципальное образование |
| -- | ---------------- | ----------------------- | --------- | ------------------------- |
| 1  | Арбузовка        | село                    | ↘531      | Раевское                  |
| 2  | Бартеневка       | село                    | ↘1100     | Бартеневское              |
| 3  | Братский         | посёлок                 | ↘76       | Бартеневское              |
| 4  | Восточный        | посёлок                 | ↘309      | Чернавское                |
| 5  | Горелый Гай      | село                    | ↘212      | Яблоново-Гайское          |
| 6  | Гусиха           | село                    | 6         | Ивановское                |
| 7  | Журавлиха        | село                    | 5         | Ивановское                |
| 8  | Знаменский       | посёлок                 | ↗1220     | Знаменское                |
| 9  | Ивановка         | село                    | ↘934      | Ивановское                |
| 10 | Ивантеевка       | село                    | ↘5269     | Ивантеевское              |
| 11 | Ишково           | село                    | ↘97       | Бартеневское              |
| 12 | Канаёвка         | село                    | ↘735      | Канаёвское                |
| 13 | Клевенка         | железнодорожная станция | ↘179      | Канаёвское                |
| 14 | Клевенка         | село                    | ↘460      | Канаёвское                |
| 15 | Малиновый        | посёлок                 | 0         | Знаменское                |
| 16 | Мирный           | посёлок                 | ↘60       | Ивантеевское              |
| 17 | Николаевка       | село                    | ↘548      | Николаевское              |
| 18 | Орехово          | посёлок                 | ↘2        | Бартеневское              |
| 19 | Прогресс         | посёлок                 | 0         | Знаменское                |
| 20 | Раевка           | село                    | ↘513      | Раевское                  |
| 21 | Сёстры           | село                    | ↘207      | Канаёвское                |
| 22 | Тополёк          | железнодорожная станция | ↗90       | Раевское                  |
| 23 | Чернава          | село                    | ↘427      | Чернавское                |
| 24 | Щигры            | село                    | ↘95       | Чернавское                |
| 25 | Яблоновый Гай    | село                    | ↘605      | Яблоново-Гайское          |

### Упразднённые населённые пункты
В 2023 году упразднён посёлок Карьерный, входивший в Знаменское МО, в связи с его объединением с соседним посёлком Знаменский.

## Экономика
С Каменным Сыртом связно разрабатываемое в посёлке Знаменском месторождение щебня. В селе Чернава ведётся разведка нефтяных месторождений. Сельское хозяйство представлено продукцией животноводства, а также производством зерна, подсолнечника. Переработка сельхозсырья ведётся преимущественно за пределами района (Пугачёв, отчасти в Самарской области).

## Социальная сфера
В районе имеются 20 школ, районный Дом творчества, детско-юношеский спортивный клуб, 1 больница, 17 фельдшерско-акушерских пунктов.

## Люди, связанные с районом
- В деревне Ишковка родился советский военачальник И. Ф. Дрёмов.
- В селе Ишковка Ивантеевского района родился Герой Советского Союза Пётр Егорович Толстов (14.10.1917 — 08.06.1986 гг.)
- В селе Николаевка родился глава Администрации Саратовской области Белых Юрий Васильевич
- В селе Николаевка родился Герой Советского Союза Кузьмин В. М.